# 廖森
廖森（?—?），又名廖升，南宋起事领袖。宋理宗绍定二年（1229年），他率众攻克南丰（今江西南丰），改元重德。